# Acianthinae
Acianthinae é uma subtribo de orquídeas classificada na tribo Diurideae, composta principalmente por espécies terrestres, presentes no Sudeste Asiático, Japão, Nova Zelândia, Austrália e ilhas próximas, chegando até as Ilhas Antípodas, quase sempre em áreas restritas, frequentemente nos locais de climas mais amenos ou temperados. Não estão dispersas em grandes massas de terras contínuas, tratando-se portanto maiormente de espécies endêmicas.
Acianthinae é composta por 164 espécies anuais, divididas por quatro gêneros  caracterizadas por raízes com tubérculos, caules geralmente com apenas uma folha basal e inflorescências comportando apenas uma flor com grandes sépalas dorsais e grande labelo fixo e imóvel ou com mais de uma flor por inflorescência, mas então com folha tão larga quanto longa e plana e com polínias amarelas. Os quatro gêneros de Acianthinae podem ser reconhecidos da seguinte maneira:

## Gêneros
- Corybas caracteriza-se por flores sempre solitárias, tombadas e pouco abertas, nascendo de inflorescência curta, e labelo, com calcar, muito menor que os outros segmentos florais, mas ainda assim envolvendo completamente a coluna das flores.
- Stigmatodactylus apresenta inflorescência alongada de poucas flores com um visível calo alongado ou carena serrilhada no labelo.
- Acianthus também tem inflorescência alongada mas flores com calos almofadados ou chatos no labelo, polínias fixadas a um viscídio e coluna sem asas.
- Cyrtostylis é como o anterior porém, com viscídio ausente e coluna alada.